# Germania (Schiff, 1877)
Die Germania war ein Seitenraddampfer, der fast zwei Jahrzehnte als Prinses Marie unter niederländischer Flagge in der Nordsee und zuletzt als Germania unter deutscher Flagge in der Ostsee fuhr.

## Technische Beschreibung
Die mit 1566 BRT vermessene Germania war 84,79 m lang und 10,69 m breit. Von einer Verbunddampfmaschine mit zwölf Feuerstellen und vier Dampfkesseln angetrieben, erreichte sie mit zwei Seitenrädern eine Geschwindigkeit von 14,5 kn. 1898 wurden auf der inzwischen in Fairfield Shipbuilding & Engineering Company Ltd. in Glasgow umbenannten Bauwerft neue Dampfkessel eingebaut.
Bei ihrem Einsatz im Verkehr zwischen Vlissingen und Queenborough war die Prinses Marie für 240 Passagiere bei Tagesfahrt und 150 bei Nachtfahrt ausgelegt. Im Ostseeeinsatz war sie für 280 Fahrgäste zugelassen. Die Besatzung bestand aus 37 Mann.

## Geschichte
Die niederländische Reederei Stoomvaart Maatschappij „Zeeland“ aus Vlissingen gab das Schiff im Februar 1877 bei der Werft John Elder & Co. in Glasgow in Auftrag. Dort lief das Schiff im Dezember als Prinses Marie vom Stapel. Ab dem 28. März 1877 war der Raddampfer auf der Strecke zwischen Vlissingen und Queenborough im Einsatz. Im Dezember 1895 wurde das Schiff aus dem Liniendienst gezogen und diente nur noch als Reserveeinheit.
Die Hamburger Reeder Albert Ballin charterte die Prinses Marie im April 1896 und setzte sie 1896 und 1897 im Elbe-Helgoland-Dienst ein. 
Die Stettiner Dampfschiffs-Gesellschaft J. F. Braeunlich kaufte das Schiff im Dezember 1898 und setzte es ab dem folgenden Jahr als Fahrgastschiff Germania auf der Ostsee ein. Die Germania fuhr vorwiegend auf der Postdampferlinie Sassnitz–Trelleborg und auf der Strecke Sassnitz–Stettin. Nach Indienststellung des Doppelschraubendampfers Odin wurde die Germania 1902 zum Abbruch verkauft.